# Sjeikdom Dhatina
Sjeikdom Dhatina is een voormalige staat in het Britse Protectoraat Aden, de Federatie van Zuid-Arabische Emiraten en zijn opvolger, de Zuid-Arabische Federatie. De hoofdstad was Mudiyah.
De staat werd op 14 augustus 1967 afgeschaft bij de oprichting van de Democratische Volksrepubliek Jemen, beter bekend als Zuid-Jemen. In 1990 werd het gebied samen met de Jemenitische Arabische Republiek (Noord-Jemen) herenigd tot de Republiek Jemen.